# Kameralamt Kirchheim unter Teck
Das Kameralamt Kirchheim unter Teck war eine Einrichtung des Königreichs Württemberg, die im Amtsbezirk Besitz und Einkommen des Staates verwaltete. Es bestand von 1806 bis 1922 in Kirchheim unter Teck. Das Kameralamt wurde im Rahmen der Neuordnung der Staatsfinanzverwaltung im Königreich Württemberg geschaffen.

## Geschichte
Nach der Verordnung über Ämterkombination vom 20. April 1807 hat das Kameralamt Kirchheim die vormals St. Peterschen Gefälle von Bissingen unter Teck übernommen. Ebenfalls übernommen wurde bei der Auflösung des Kameralamts Köngen durch Verfügung vom 31. Oktober 1814 der Ort Wendlingen mit allen Gefällen der Hof- und Domänenkammer. 
Im Rahmen der Gleichstellung der Kameralbezirke mit den Oberamtsbezirken wurde durch Verordnung vom 6. März 1843 vom aufgelösten Kameralamt Wiesensteig die Orte Hepsisau, Neidlingen mit Staatsdomäne Randeck, Ochsenwang, Schopfloch mit Torfgrube sowie die Parzellen Krebsstein  und Staatsdomäne Hinterburg (Parzelle von Bissingen) und das Forstrevier Bissingen übernommen. Vom Kameralamt Göppingen wurde die Gemeinde Hochdorf übernommen.  